# Commissariat à l'énergie atomique et aux énergies alternatives

Logo

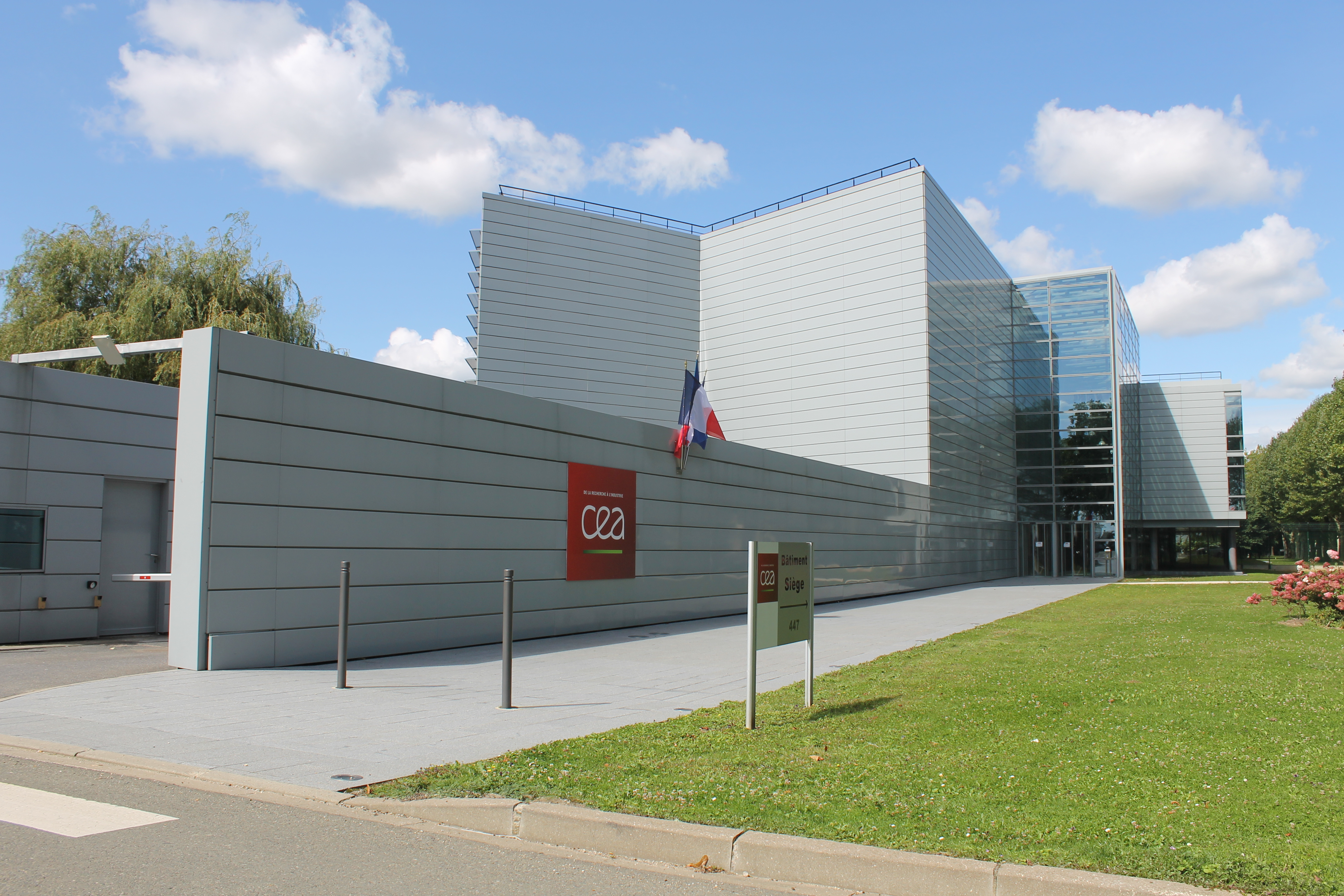
Onderzoekscentrum in Saclay

Het Commissariat à l'énergie atomique et aux énergies alternatives (CEA) is het Franse atoomcommissariaat. Het is een aan de Franse overheid gelieerde instelling voor onderzoek naar nucleaire technologieën en haar toepassingen.
- De civiele tak van het CEA houdt zich bezig met fundamenteel en toegepast wetenschappelijk onderzoek, alsmede kennistransfer voor industriële doeleinden, zoals micro-elektronica.
- De militaire tak van het CEA is nauw betrokken bij de ontwikkeling en onderhoud van het Franse kernwapenarsenaal, alsmede het Mégajoule Laserproject, dat simulatie van kernproeven mogelijk maakt.

Samen met het Franse energiebedrijf Électricité de France (EDF) en het Franse nucleaire concern Areva vervult het CEA een belangrijke rol in de Franse atoomindustrie. Het CEA is nauw betrokken geweest bij de ontwikkeling van de kweekreactoren Phénix en Superphénix en de tokamak Tore Supra. Ook op internationaal gebied speelt het CEA een belangrijke rol, ze vertegenwoordigt Frankrijk bij het Internationaal Atoomenergie Agentschap (IAEA) en bij de ITER kernfusiereactor die wordt gebouwd op het CEA-terrein in Cadarache.
In samenwerking met GENCI beheert het CEA een van de drie groten rekencentra in frankrijk, het Très Grand Centre de Calcul (TGCC).
CEA heeft een meerderheidsbelang in Areva.

## Feiten
- Budget: 4,3 miljard euro (2013)
- Onderzoekscentra: 10, o.a. in Saclay, Cadarache en Grenoble
- Werknemers: 15.838 (2013)